# Önnestads konstskola
Önnestads konstskola är en tvåårig förberedande konstutbildning. Ursprungligen var Kristianstads Konstskola ett samarbete mellan Önnestads Folkhögskola och Folkuniversitetet. År 2006 flyttade skolan från Kristianstad och blev en del av Önnestads folkhögskola.
Första året är uppgiftsbaserad och syftar till att öva seendet, ge kunskaper i olika tekniker och ge en bred kännedom om konstens värld.  Andra året läggs fokus på att utveckla det individuella uttrycket. Kursdeltagarna får då arbeta mer i projektform.